# Peter Prodromou
Peter Prodromou (Londres, 14 de janeiro de 1969) é um aerodinamicista e engenheiro britânico de origem greco-cipriota. Atualmente, ele está trabalhando como diretor técnico de aerodinâmica da equipe de Fórmula 1 McLaren.

## Carreira
Peter Prodromou se formou no Imperial College London com honras de primeira classe em engenharia aeronáutica. Ele prosseguiu em seus estudos com um mestrado em fluidodinâmica computacional e mecânica estrutural, para o qual ele ganhou uma distinção.
Prodromou ingressou na McLaren em 1991, vindo direto da universidade, sua tarefa era apresentar e desenvolver fluidodinâmica computacional e então começou a trabalhar em um programa de túnel de vento. Ele ajudou a desenvolver uma série de máquinas vencedores de corridas e campeonatos para pilotos como Ayrton Senna, Mika Häkkinen e Kimi Räikkönen. Seu papel no escritório de projetos continuou crescendo e em 2000 tornou-se o chefe de aerodinâmica, gerenciando a equipe e depois mudando para projetista e em maio de 2005 a equipe foi reestruturada e ele foi nomeado chefe de desenvolvimento aerodinâmico em Woking. e ele se tornou o principal aerodinamicista da equipe antes de partir para a Red Bull. Seu trabalho lá entre '06 e '14, também como aerodinâmico chefe, trouxe sucesso e aclamação dentro e fora dos trilhos.
No início de 2006, Prodromou deixou a equipe e foi contratado pela Red Bull Racing, juntamente com Adrian Newey, para trabalhar como chefe de aerodinâmica na equipe de Milton Keynes. Com seu trabalho na Red Bull Racing, entre 2006 e 2014, sendo bem sucedido.
Antes da temporada de 2013 iniciar, a McLaren abriu negociações com Prodromou, mas somente em setembro de 2014, ele retornou para a equipe de Woking como engenheiro chefe, Prodromou foi substituído na Red Bull por Dan Fallows. Em 2017, Prodromou se tornou chefe técnico, responsável pela aerodinâmica, ao lado de Tim Goss, este último deixou a equipe em abril de 2018.
Em março de 2023, a McLaren anunciou a saída de seu diretor técnico, James Key e, também, que deixaria de ter um único diretor técnico e, em vez disso, colocaria uma equipe de três especialistas principais que se reportariam diretamente ao chefe da equipe, Andrea Stella. Com isso, Prodromou foi promovido ao novo cargo de diretor técnico de aerodinâmica, trabalhando ao lado dos outros dois membros dessa nova equipe técnica executiva, Neil Houldey (diretor técnico de engenharia e projeto) e David Sanchez (diretor técnico de conceito do carro e performance). Em fevereiro de 2025, a McLaren anunciou a extensão do contrato de Prodromou em sua função de diretor técnico de aerodinâmica.